# Pasquale Scialò
Pasquale Scialò (Napoli, 27 gennaio 1953) è un musicologo e compositore italiano.

## Biografia
Insegna al Conservatorio di Salerno e all'Università Suor Orsola Benincasa di Napoli. Come musicologo, oltre a scrivere diverse monografie, ha curato l'edizione integrale in sei volumi delle musiche di scena di Raffaele Viviani (Napoli, Guida, 1987-1994) e il volume Mozart a Napoli nelle lettere di Wolfgang e Leopold (Napoli, Guida, 1991). Ha scritto musica per il teatro, il cinema, la radio e la televisione. Tra i suoi lavori più significativi si ricorda, nel 1992, Veglia, oratorio per soli, gruppo vocale e orchestra da camera, su libretto di Giuseppe Conte, con scene e sculture di Mimmo Paladino, per la regia di Mario Martone, nel 2000 la colonna sonora del film Lontano in fondo agli occhi di Giuseppe Rocca, nel 2021 le musiche originali di Ariaferma di Leonardo Di Costanzo, candidate al premio David di Donatello per la miglior colonna sonora.

## Opere principali
- La canzone napoletana: dalle origini ai giorni nostri, Roma, Newton, 1995
- Storie di musiche, introduzione di Ugo Gregoretti, Napoli, Guida, 2010
- Storia della canzone napoletana: 1824-1931, volume 1, Vicenza, Neri Pozza, 2017
- Storia della canzone napoletana: 1932-2003, volume 2, Vicenza, Neri Pozza, 2021